# Rathaus Burg auf Fehmarn

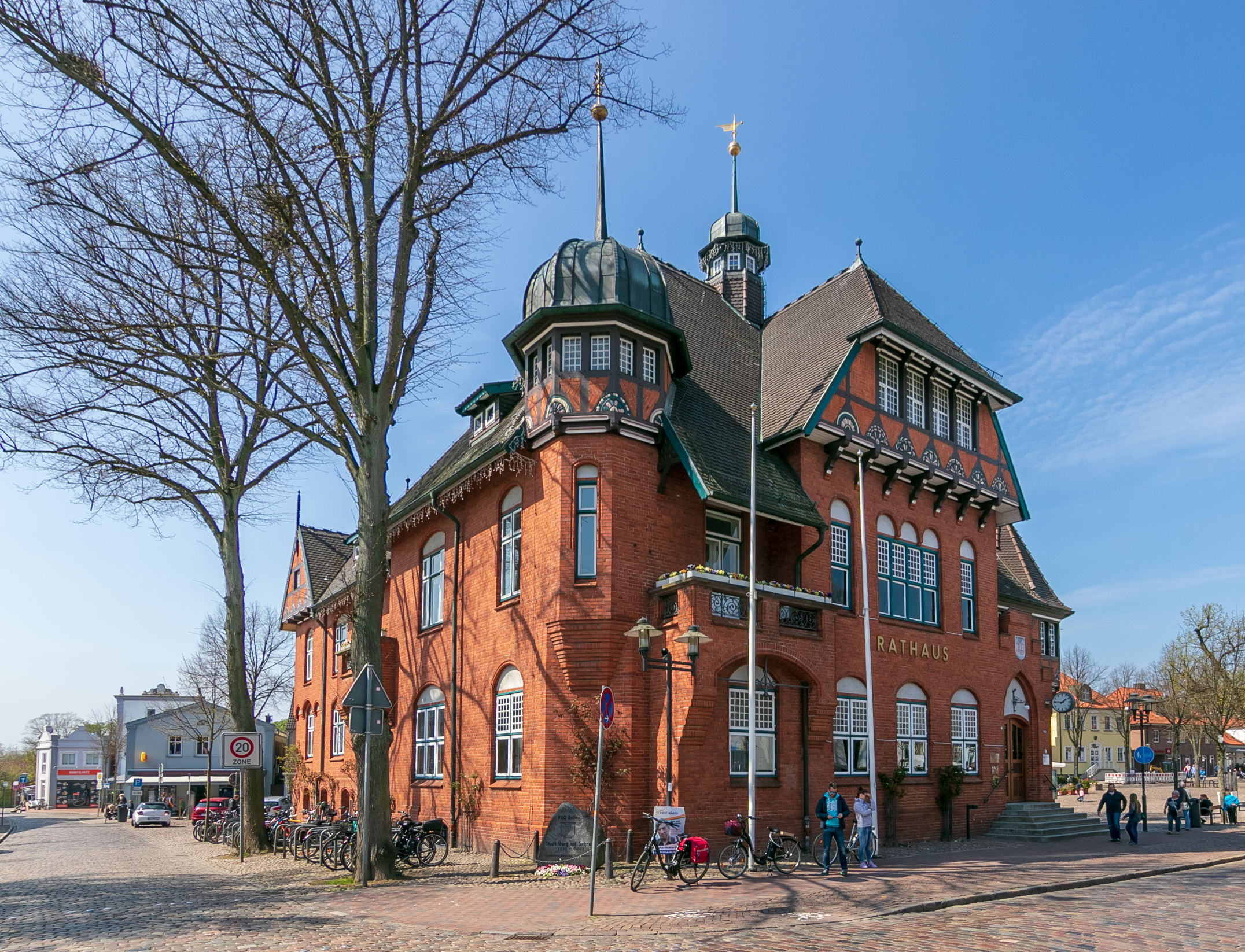
Rathaus Burg auf Fehmarn (2018)

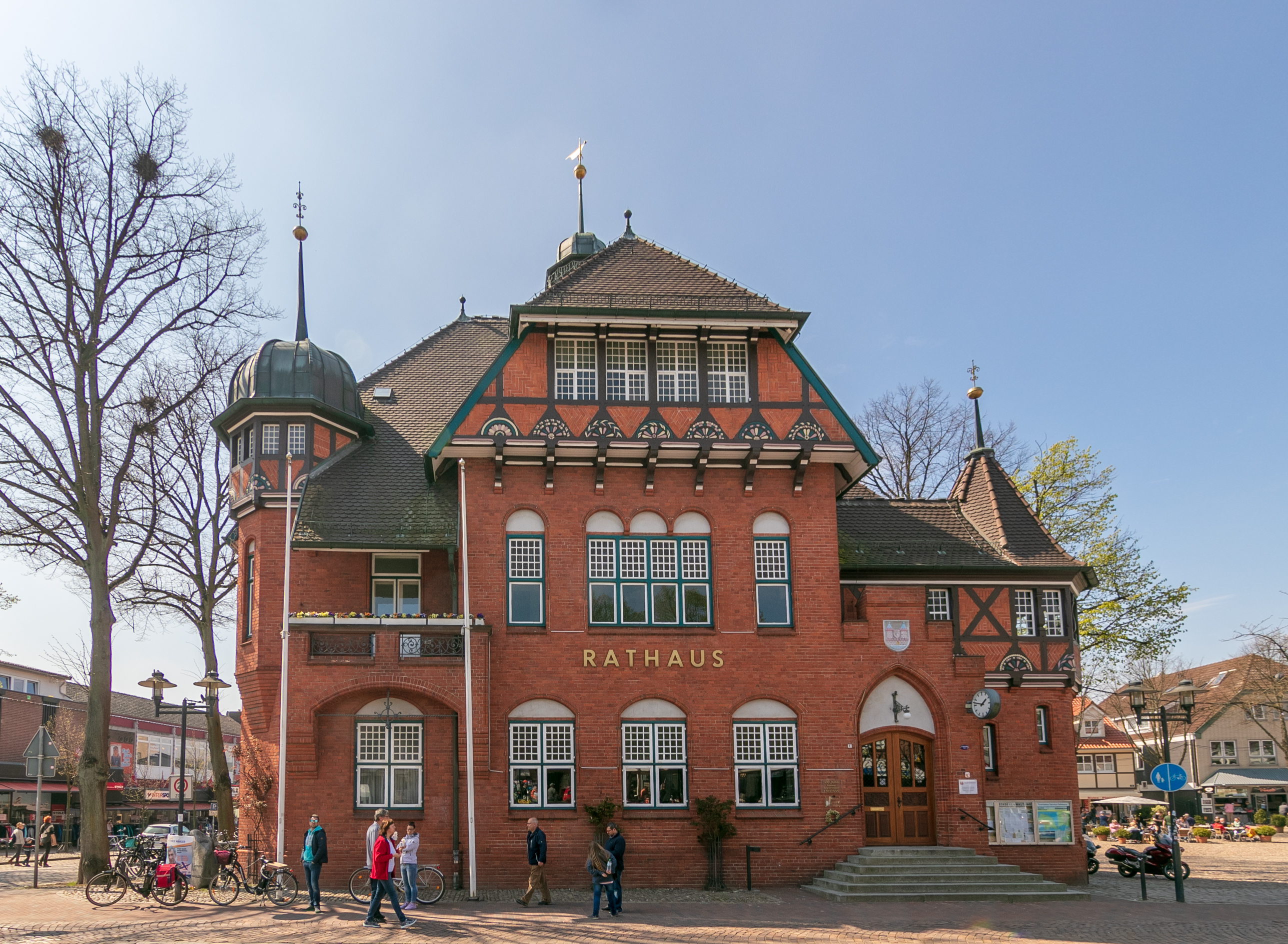
Rathaus Burg auf Fehmarn – Detail (2018)

Das Rathaus Burg auf Fehmarn wurde 1901 für die Stadt Burg auf Fehmarn anstelle des spätmittelalterlichen Rathauses von 1520 gebaut.
Architekt war Carl Voß aus Kiel, die Gesamtbausumme betrug 85.000 Mark. Das Rathaus wurde als Solitär auf dem ovalen, etwa 200 m langen und 70 m breiten Burger Marktplatz in Klinkerbauweise errichtet. Es nahm die Verwaltungsräume der Stadt, das Gefängnis und die Wohnungen von Bürgermeister und Polizeiwachtmeister auf, ein kleiner Wirtschaftshof diente als Gefangenenhof.
Das Gebäude ist in die Denkmalliste des Kreises Ostholstein aufgenommen.